# Муасьё-сюр-Долон
Муасьё-сюр-Долон (фр. Moissieu-sur-Dolon) — коммуна во Франции, находится в регионе Рона — Альпы. Департамент коммуны — Изер. Входит в состав кантона Борепер. Округ коммуны — Вьенн.
Код INSEE коммуны — 38240. Население коммуны на 1999 год составляло 500 человек. Населённый пункт находится на высоте от 287 до 463 метров над уровнем моря. Муниципалитет расположен на расстоянии около 440 км юго-восточнее Парижа, 45 км южнее Лиона, 65 км западнее Гренобля. Мэр коммуны — M. Christian Fanjat, мандат действует на протяжении 2001—2008 гг.
Динамика населения (INSEE):